# جونيو فاليريو بورغيزي
جونيو فاليريو سكيبيون غيزو ماركانتونيو ماريا بورغيزي (6 يونيو 1906 - 26 أغسطس 1974)، الملقب بالأمير الأسود، كان قائدًا للبحرية الإيطالية أثناء فترة نظام الحزب الوطني الفاشي بزعامة بينيتو موسوليني وسياسيًا فاشيًا متشددًا وبارزًا في إيطاليا فترة ما بعد الحرب. في عام 1970 شارك في التخطيط لانقلاب فاشي جديد (أطلق عليه اسم انقلاب بورغيزي) تم إلغاؤه بعد أن اكتشفته الصحافة؛ هرب بعد ذلك إلى إسبانيا وقضى السنوات الأخيرة من حياته هناك.

## الوظيفة المبكرة
ولد جونيو فاليريو بورغيزي في أرتينا بمقاطعة روما في مملكة إيطاليا في عائلة نبيلة بارزة من أصل سييني، عائلة بورغيزي، كان البابا بولس الخامس عضوًا بارزًا. كان والده، ليفيو بورغيزي، أمير سولمونا الحادي عشر والأخ الأصغر لشيبيوني بورغيزي الأكثر شهرة. لقد كان بورغيزي الابن الثاني للأمير، وعلى هذا النحو، كان لديه لقب أرستقراطي روما ونابولي والبندقية وأسلوب دون جونيو فاليريو بورغيزي. ومع ذلك، استخدمت الصحافة والتأريخ الأنجلو ساكسوني بشكل روتيني الأسلوب غير الصحيح للأمير جونيو فاليريو بورغيزي. تلقى بورغيز تعليمه الأول بلندن في إنجلترا، وقد حضر أكاديمية البحرية الإيطالية الملكية (أكاديميا نافالي) في ليفورنو من عام 1923.
في عام 1929، بدأت مهنة بورغيزي البحرية. وبحلول عام 1933، كان قائد غواصة. شارك بورغيزي في الحرب الإيطالية الحبشية الثانية. وأثناء التدخل الإيطالي في الحرب الأهلية الإسبانية، كان يقود الغواصة إيريد، حيث زُعم أنه فقد اثنين من البحارة بعد أن تم توجيه الاتهام إلى وحدته من قبل المدمرة البريطانية إتش إم إس هافوك ‏.

## الحرب العالمية الثانية
في بداية الحرب العالمية الثانية، تولى بورغيزي قيادة الغواصة فيتور بيساني، وفي أغسطس 1940 كان قائدًا للغواصة سيريه، التي تم تعديلها لتحمل السلاح الإيطالي السري الجديد، الطوربيد البشري. لقد كانت تُعرف باسم «طوربيدات السرعة البطيئة» (siluri a lenta corsa، أو SLC)، وتلقب بـ«الخنازير» (maiali) بسبب ضعف قدرتها على المناورة، وكانت هذه مركبات هجومية صغيرة تحت الماء مع طاقم مكون من شخصين.
كانت هذه جزءً من 1ª Flottiglia Mezzi d'Assalto (MAS)، «أول أسطول للمركبات الهجومية» (أطلق عليها لاحقًا اسم الوحدة العاشرة الخفيفة للأسطول)، وهي وحدة تخريب بحرية تابعة للبحرية الملكية الإيطالية (الأسطول الملكي الإيطالي).
كقائد لسيريه فقد شارك بورغيزي في عدة غارات باستخدام طوربيدات السرعة البطيئة. تم توجيه أولها في سبتمبر وأكتوبر 1940 إلى جبل طارق. تم التخلي عن غارة سبتمبر عندما تبين أن الميناء فارغ. وفي غارة أكتوبر، أخذ بورغيزي سيريه في عمق خليج جبل طارق، مما جعل ممرًا صعبًا مغمورًا من أجل إطلاق طوربيدات السرعة البطيئة أقرب ما يمكن من الهدف. لهذا حصل على الميدالية الذهبية للبسالة العسكرية، مع عدم نجاح المهمة بشكل عام.
في مايو 1941، انتهت محاولة أخرى بالفشل، ولكن في 20 سبتمبر 1941، دمرت مهمة ناجحة ثلاث سفن تجارية في الميناء. بعد هذا الهجوم الأخير تمت ترقيته إلى Capitano di Fregata، وعُين قائدًا لوحدة Decima MAS تحت السطحية.
في 18 ديسمبر 1941، وصل إلى الإسكندرية في سيريه وشن غارة جريئة من قبل ثلاثة طوربيدات السرعة البطيئة ألحقت أضرارًا شديدة باثنين من السفن الحربية تتبع البحرية الملكية البريطانية أتش أم أس Valiant وأتش أم أس Queen Elizabeth وسفينتين أخريين في الميناء. تلقى طاقم البحرية الإيطالية الستة الذين هاجموا ميناء الإسكندرية جميعًا الميدالية الذهبية للبسالة العسكرية، وتم تسمية بورغيزي باسم فارس من وسام سافوي العسكري.
في مايو 1943، تولى بورغيزي قيادة الوحدة العاشرة الخفيفة للأسطول («أسطول المركبات الهجومية العاشر»)، أو Xª MAS بالأرقام الرومانية، والتي استمرت في الخدمة النشطة في البحر الأبيض المتوسط وابتكرت تقنيات جديدة لحرب الكوماندوز الهجومية. كان الرقم الروماني في ذكرى قيصر ديسيما Legio الشهير.

### 8 سبتمبر 1943: الهدنة
بعد استسلام إيطاليا للحلفاء في 8 سبتمبر 1943، تم حل Xª MAS. وبينما انضم بعض بحارته إلى الحلفاء، اختار بورغيزي مواصلة القتال مع الجمهورية الإيطالية الاشتراكية إلى جانب القوات المسلحة الألمانية (الفيرماخت).
في 12 سبتمبر 1943، وقع معاهدة تحالف مع ألمانيا النازية كريغسمارينه. تطوع العديد من زملائه للعمل معه، وتم إحياء الوحدة العاشرة الخفيفة للأسطول، ومقرها في Caserma del Muggiano في لا سبيتسيا. وبحلول نهاية الحرب، كان لديها أكثر من 18 ألف عضو وقد تصورها بورغيزي على أنها وحدة عسكرية بحتة. اكتسبت X Flottiglia سمعة لعدم إطلاق النار مطلقًا على أي وحدات عسكرية إيطالية تقاتل مع قوات الحلفاء.
في أبريل 1945، عندما اكتشفت القيادة الأمريكية أن البريطانيين منحوا الإذن للمارشال جوزيف بروز تيتو من يوغوسلافيا وقواته الشيوعية لاحتلال شمال شرق إيطاليا من البندقية إلى الشرق، نقل بورغيزي الجزء الأكبر من X Flottiglia من ليغوريا وبييمونتي منطقة فينيتو. لقد بنت X Flottiglia خط دفاع على نهر تاليامنتو حيث قاوموا حتى وصول قوات الحلفاء.
في هذا الإجراء، خسرت X Flottiglia أكثر من ثمانين بالمائة من البحارة المقاتلين الذين تم إرسالهم إلى الجبهة ضد قوات تيتو، وتحالف الأنصار الشيوعيون الإيطاليون مع تيتو.
في نهاية الحرب، تم إنقاذ بورغيزي من قبل ضابط مكتب الخدمات الاستراتيجية جيمس أنجلتون، الذي ألبسه زيًا أمريكيًا وقاده من ميلانو إلى روما لاستجوابه من قبل الحلفاء. حوكم بورغيزي وأدين بتهمة التعاون مع الغزاة النازيين، ولكن ليس بارتكاب جرائم حرب، من قبل المحكمة الإيطالية. لقد «حُكم عليه بالسجن لمدة 12 عامًا، مخفضة إلى 3 سنوات، بسبب حملاته المجيدة خلال الحرب، ودفاعه عن الحدود الشمالية الشرقية ضد الفيلق التاسع التابع لتيتو ودفاعه عن ميناء جنوة». أفرج عنه من السجن بعد أربع سنوات من السجن من قبل محكمة النقض العليا في عام 1949.

## النشاط السياسي بعد الحرب

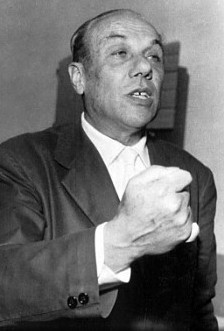
بورغيزي عام 1970

بفضل سجله كبطل حرب ودعمه للفاشية، أصبح رمزًا صوريًا للجماعات الموالية للفاشية والمناهضة للشيوعية في فترة ما بعد الحرب مباشرة، واكتسب لقب الأمير الأسود.
كتب بورغيزي مقدمة داعمة، أكد فيها أيديولوجيته السياسية لأرستقراطية جديدة مثالية فاشية جديدة تستند بشكل بحت على الشخصية، إلى كتاب يوليوس إيفولا المنظر الثوري المحافظ اليميني المتطرف كتاب "الرجال بين الأنقاض". كتب لاحقًا مذكرات عن مآثره في زمن الحرب، نُشرت باسم Sea Devils في عام 1954. لقد كان مرتبطًا بالحركة الاشتراكية الإيطالية وهو الحزب الفاشي الجديد الذي تشكل في فترة ما بعد الحرب العالمية الثانية من قبل أنصار سابقين للديكتاتور بينيتو موسوليني.
في وقت لاحق، دافع عن خط أكثر تشددًا لم يكن حزب الحركة الاشتراكية الإيطالية قادرًا أو مستعدًا لدعمه، وانشق عنه ليشكل تشكيلًا فاشيًا جديدًا أقوى، يُعرف باسم الجبهة الوطنية.

### محاولة الانقلاب
بعد محاولة الانقلاب التي تم إحباطها في اللحظة الأخيرة والتي تلاشت في ليلة 8 ديسمبر 1970 (عيد الحبل بلا دنس)، المشار إليها باسم انقلاب بورغيزي، أُجبر على عبور الحدود لتجنب الاعتقال والاستجواب. وفي عام 1984، بعد عشر سنوات من وفاة بورغيزي، قضت محكمة النقض العليا بعدم حدوث محاولة انقلاب.
ومع ذلك، فإن المحاولة معروفة في إيطاليا وقد قام المخرج السينمائي ماريو مونيتشيلي بسخرية لاذعة منها بعنوان Vogliamo i Colonnelli (عام 1972) (نريد الكولونيل)، حيث كان العقداء اليونانيون الفاشيون يسحبون الأوتار وراء الكواليس). الشخصية الرئيسية (التي لعبها أوغو توجناتزي) هي سياسي فاشي جديد منمق يُدعى تريتوني (ترايتون)، في إشارة واضحة إلى بورغيزي، الذي كان يُطلق عليه أحيانًا أمير الضفدع في إيطاليا، بعد الفترة التي قضاها في وحدة الاعتداء على Frogmen Dècima MAS.

### السنوات الأخيرة والموت
توفي جونيو فاليريو بورغيزي، الذي يُعتبر مؤخرًا منبوذًا سياسيًا ومنبوذًا من صلات أسلافه الاجتماعية ذات الدم الأزرق بسبب تطرفه السياسي «الهرطقي» وتجاهله للمعايير الخارجية لآداب وسلوك الأرستقراطيين الحديثين، في ظروف غامضة بقادس في إسبانيا، في 26 أغسطس 1974، عن 68 سنة. تسجل شهادة الوفاة سبب الوفاة على أنه «التهاب البنكرياس النزفي الحاد»؛ ومع ذلك، ومنذ أن زاره طبيبًا وجَدُه في حالة جيدة قبل أيام قليلة فقط، فقد تم اقتراح أن ظروف وفاته، التي تميزت بظهور مفاجئ لألم في البطن بعد العشاء مباشرة، يمكن أن تكون متوافقة مع تسمم بالزرنيخ.
تم دفنه في كنيسة عائلة بورغيزي في كنيسة سانتا ماريا ماجيوري بروما.